# Трусова, Кира Владимировна
Кира Владимировна Трусова (род. 28 июня 1994 года, Тольятти) — российская гандболистка, вратарь клуба «Дунаря Брэила» и сборной России. Мастер спорта России международного класса. Серебряный призёр чемпионата Европы 2018 года.

## Биография
Воспитанница тольяттинской школы гандбола. Первые два года «взрослой» карьеры провела в Звезде. С 2012 года — игрок Астраханочки.

## Достижения

### Клубные
- Чемпионка России (2016, 2023)
- Бронзовый призёр чемпионата России (2015, 2018)
- Победитель Кубка России (2023)
- серебряный призёр Кубка России (2016)
- бронзовый призёр Кубка России (2017, 2018, 2020, 2021)
- Победитель Суперкубка России (2022)
- Финалист Суперкубка России (2016)
- полуфиналист Кубка ЕГФ (2014)

### Сборная
- Серебряный призёр Чемпионата Мира среди юниоров (2012)
- Чемпионка Европы среди юниоров (2013)
- Серебряный призёр Чемпионата Мира среди молодежи (2014)
- Серебряный призёр Чемпионата Европы (2018)